# Jiří Vykoukal
Jiří Vykoukal (né le 11 mars 1971 à Olomouc en Tchécoslovaquie aujourd'hui ville de République tchèque) est un joueur professionnel de hockey sur glace.

## Carrière

### Carrière en club
Il commence sa carrière professionnelle en jouant pour le club de sa ville natale le TJ DS Olomouc qui évolue alors dans la seconde division du pays. Il va aider son équipe à finir à la seconde place de la saison régulière puis à atteindre la finale des play-offs. L'équipe perd l'accès au tournoi de qualification contre le HC Kladno.
Il est choisi lors du repêchage d'entrée dans la Ligue nationale de hockey de 1989 par les Capitals de Washington en dixième ronde, en tant que 208e joueur choisi. Il ne fait pas pour autant le grand saut vers l'Amérique du Nord mais rejoint la première division tchécoslovaque en signant pour le HC Sparta Praha. Il aide alors son équipe à remporter le titre de champion et remporte même le titre de meilleur espoir de la saison.
Lors de la saison suivante, il fait ses débuts en Amérique du Nord avec les Skipjacks de Baltimore de la Ligue américaine de hockey. Il va joue un peu plus de deux saisons en Amérique du Nord mais finalement, il retourne jouer dans son pays pour la dernière saison du championnat de la Tchécoslovaquie en 1992-1993. Il réintègre l'effectif du Sparta et aide l'équipe à remporter son quatrième et dernier titre de champion de Tchécoslovaquie.
Lors de la saison suivante, un nouveau championnat regroupant les équipes tchèques élite est créée, l'Extraliga et Vykoukal finit meilleur défenseur de la saison alors que le Sparta finit quatrième à l'issue des play-offs.
À la suite de ce nouvel honneur, il s'exile une nouvelle fois et rejoint le championnat élite de Suède, l'Elitserien. Sa nouvelle équipe, le MODO hockey finit à une décevante dixième place pour sa première saison et encore une fois, Vykoukal revient jouer pour le Sparta pour la saison 1995-1996 et après une première place en saison régulière, l'équipe échoue en demi-finale contre le HC Litvínov.  Vykoukal et ses coéquipiers vont échouer lors des deux saisons suivantes au même stade de la compétition et finir les trois fois à la troisième place du classement.
Il quitte une nouvelle fois son pays en 1998-1999 en rejoignant une nouvelle fois l'Europe du Nord. Cette fois, il va passer cinq saisons avec l'équipe du Blues Espoo dans le championnat de Finlande avant de rejoindre en 2003, TPS Turku. À l'issue de la saison 2003-2004, l'équipe pointe à la première place du classement et lors des play-offs, les joueurs du TPS butent en finale contre ceux du Kärpät Oulu pour la première place de la saison. La saison suivante, l'équipe est moins bonne et perd au premier tour des séries.
Vykoukal décide donc pour la saison suivante de rentrer dans son pays et il rejoint une nouvelle fois le Sparta. Il va remporter le titre de champions à deux reprises et évolue maintenant en tant que vétéran de l'équipe.

## Statistiques
| Saison    | Équipe                    | Ligue      |    | Saison régulière | Saison régulière | Saison régulière | Saison régulière | Saison régulière |   | Séries éliminatoires | Séries éliminatoires | Séries éliminatoires | Séries éliminatoires | Séries éliminatoires |
| Saison    | Équipe                    | Ligue      | PJ | B                | A                | Pts              | Pun              | PJ               | B | A                    | Pts                  | Pun                  |                      |                      |
| 1986-1987 | TJ DS Olomouc             | Division 1 |    |                  |                  |                  |                  |                  |   |                      |                      |                      |                      |                      |
| 1987-1988 | TJ DS Olomouc             | Division 1 |    |                  |                  |                  |                  |                  |   |                      |                      |                      |                      |                      |
| 1988-1989 | TJ DS Olomouc             | Division 1 |    |                  |                  |                  |                  |                  |   |                      |                      |                      |                      |                      |
| 1989-1990 | Sparta ČKD Praha          | I. liga    | 47 | 5                | 12               | 17               | 28               |                  |   |                      |                      |                      |                      |                      |
| 1990-1991 | Skipjacks de Baltimore    | LAH        | 60 | 4                | 22               | 26               | 41               |                  |   |                      |                      |                      |                      |                      |
| 1991-1992 | Skipjacks de Baltimore    | LAH        | 56 | 1                | 21               | 22               | 47               |                  |   |                      |                      |                      |                      |                      |
| 1992-1993 | Admirals de Hampton Roads | ECHL       | 3  | 1                | 6                | 7                | 0                |                  |   |                      |                      |                      |                      |                      |
| 1992-1993 | HC Sparta Praha           | I. liga    | 9  | 2                | 4                | 6                | 10               | 13               | 4 | 2                    | 6                    | 6                    |                      |                      |
| 1993-1994 | HC Sparta Praha           | Extraliga  | 44 | 6                | 27               | 33               | 58               | 6                | 1 | 5                    | 6                    | 6                    |                      |                      |
| 1994-1995 | MODO hockey               | Elitserien | 40 | 7                | 6                | 13               | 36               |                  |   |                      |                      |                      |                      |                      |
| 1995-1996 | HC Sparta Praha           | Extraliga  | 40 | 8                | 22               | 30               | 48               | 12               | 4 | 10                   | 14                   | 0                    |                      |                      |
| 1996-1997 | HC Sparta Praha           | LEH        | 5  | 0                | 0                | 0                | 4                | 4                | 0 | 2                    | 2                    | 2                    |                      |                      |
| 1996-1997 | HC Sparta Praha           | Extraliga  | 49 | 5                | 24               | 29               | 26               | 10               | 0 | 3                    | 3                    | 4                    |                      |                      |
| 1997-1998 | HC Sparta Praha           | LEH        | 4  | 0                | 1                | 1                | 4                |                  |   |                      |                      |                      |                      |                      |
| 1997-1998 | HC Sparta Praha           | Extraliga  | 38 | 6                | 20               | 26               | 54               | 10               | 2 | 10                   | 12                   | 2                    |                      |                      |
| 1998-1999 | Blues Espoo               | SM-Liiga   | 46 | 6                | 15               | 21               | 32               | 4                | 0 | 2                    | 2                    | 18                   |                      |                      |
| 1999-2000 | Blues Espoo               | SM-Liiga   | 52 | 9                | 26               | 35               | 28               | 4                | 3 | 1                    | 4                    | 8                    |                      |                      |
| 2000-2001 | Blues Espoo               | SM-Liiga   | 31 | 7                | 13               | 20               | 24               |                  |   |                      |                      |                      |                      |                      |
| 2001-2002 | Blues Espoo               | SM-Liiga   | 41 | 9                | 15               | 24               | 34               | 3                | 1 | 0                    | 1                    | 0                    |                      |                      |
| 2002-2003 | Blues Espoo               | SM-Liiga   | 54 | 13               | 25               | 38               | 48               | 7                | 0 | 1                    | 1                    | 2                    |                      |                      |
| 2003-2004 | TPS Turku                 | SM-Liiga   | 49 | 5                | 25               | 30               | 20               | 13               | 0 | 5                    | 5                    | 2                    |                      |                      |
| 2004-2005 | TPS Turku                 | SM-Liiga   | 36 | 3                | 11               | 14               | 34               | 6                | 2 | 1                    | 3                    | 16                   |                      |                      |
| 2005-2006 | HC Sparta Praha           | Extraliga  | 24 | 0                | 9                | 9                | 26               | 15               | 1 | 3                    | 4                    | 6                    |                      |                      |
| 2006-2007 | HC Sparta Praha           | Extraliga  | 47 | 9                | 18               | 27               | 66               | 16               | 0 | 7                    | 7                    | 36                   |                      |                      |
| 2006-2007 | HC Sparta Praha           | CE         | 2  | 0                | 1                | 1                | 2                |                  |   |                      |                      |                      |                      |                      |
| 2007-2008 | HC Sparta Praha           | Extraliga  | 49 | 3                | 13               | 16               | 72               | 4                | 1 | 1                    | 2                    | 10                   |                      |                      |
| 2007-2008 | HC Sparta Praha           | CE         | 3  | 2                | 1                | 3                | 6                |                  |   |                      |                      |                      |                      |                      |
| 2008-2009 | HC Sparta Praha           | Extraliga  | 36 | 5                | 19               | 24               | 52               | 11               | 3 | 8                    | 11                   | 20                   |                      |                      |
| 2009-2010 | HC Sparta Praha           | Extraliga  | 43 | 6                | 22               | 28               | 38               | 7                | 0 | 3                    | 3                    | 0                    |                      |                      |
| 2010-2011 | HC Sparta Praha           | Extraliga  | 33 | 0                | 15               | 15               | 20               | -                | - | -                    | -                    | -                    |                      |                      |
| 2010-2011 | HC České Budějovice       | Extraliga  | 6  | 0                | 3                | 3                | 6                | 6                | 0 | 2                    | 2                    | 4                    |                      |                      |
| 2011-2012 | HC Plzeň 1929             | Extraliga  | 26 | 3                | 5                | 8                | 14               | 12               | 1 | 6                    | 7                    | 16                   |                      |                      |